# 光照寺 (鎌倉市)
光照寺（こうしょうじ）は、神奈川県鎌倉市山ノ内にある時宗の寺院。清浄光寺（遊行寺）の末寺。山号を西台山と称する。本尊は阿弥陀如来、開基（創立者）は一向俊聖。本堂周辺に多数のシャクナゲが植えられており、別名「しゃくなげ寺」とも呼ばれる。またシャクナゲのほかにユキヤナギやレンギョウの名所としても知られ、四季折々、花の絶えない寺である。

## 歴史
時宗の開祖一遍が、鎌倉入りの際に巨福呂坂を守る武士に鎌倉入りを止められてやむを得ず行く先を江ノ島にする途中、野宿したところが現在の光照寺であると言い伝えられている。
近世には周辺の小袋谷村に隠れキリシタンの集落が存在し、光照寺が庇護していたという伝承が残る。

## 伽藍

中川クルス紋

本堂
1859年（安政6年）の建立。本尊の阿弥陀三尊像の他に、隠れキリシタンが使っていた燭台が残る。
山門
岡藩（中川藩）江戸屋敷の菩提寺だった東渓院（明治維新時の廃仏毀釈により廃寺となる）の門を移築したもので、欄間には中川氏の家紋のひとつである「中川クルス紋」が掲げられている。

## 文化財
阿弥陀三尊像
本尊で市指定の文化財。
木造釈迦如来坐像
もとは東渓院所有の像
板碑
1325年（正中2年）の銘がある安山岩製の板碑で市指定の文化財。
その他山門脇に「咳を鎮めるご利益がある」と伝わる石祠（おしゃぶきさま）や子育て地蔵などもある。

## 拝観
日の出から日没まで。拝観料は志納。

## 交通
北鎌倉駅より神奈川県道21号横浜鎌倉線沿いに小袋谷交差点方向へ向かって駅から3つ目の信号（北鎌倉女子学園入口の信号の次の信号）を左折、徒歩約10分。